# Ján Kozák (1980)
Ján Kozák (Košice, 22 april 1980) is een Slowaaks voormalig voetballer die hoofdzakelijk als middenvelder speelde. Hij speelde van 1997 tot en met 2014 voor MFK Košice, KSC Lokeren, Slavia Praag, FC Petržalka 1898, West Bromwich Albion, Slovan Bratislava, FC Politehnica Timișoara, AE Larissa 1964, FC Bunyodkor, DSG Union Perg en Stripfing. Hij was van 2004 tot en met 2010 international in het Slowaaks voetbalelftal, waarvoor hij 25 wedstrijden speelde en twee keer scoorde.
Kozáks vader Ján Kozák was eveneens profvoetballer.

## Begin van carrière
Kozáks professionele voetbalcarrière begon in 1997 bij de voetbalclub uit zijn geboortestad Košice. Bij MFK Košice kwam hij onder andere samen te spelen met zijn landgenoten Vladislav Zvara, Radoslav Zabavník en de Oekraïner Ruslan Liubarskyi. Destijds hoorde de club van Kozák tot de top van het Slowaakse voetbal. Het was in het voorgaande seizoen kampioen van Slowakije geworden en door in de voorrondes van de Champions League het IJslandse ÍA Akranes en het Russische Spartak Moskou te verslaan, had de club zich geplaatst voor het hoofdtoernooi van het seizoen 1997/1998.
Door de goede prestaties van het team was de concurrentiestrijd om te spelen hard, waardoor de jonge Kozák weinig aan spelen toekwam. Mede hierdoor werd hij daarom in het seizoen 1998/1999 uitgeleend aan het Belgische KSC Lokeren Oost-Vlaanderen. Bij deze middenmoter kwam hij echter ook maar weinig aan voetballen toe. In totaal zou de Slowaak dat seizoen slechts vijf wedstrijden voor de Belgen spelen. Bij MFK Košice was er echter ook weinig hoop op speeltijd, waardoor Kozák in 2000 de club verliet. Voor Košice speelde hij slechts acht wedstrijden en scoorde daar niet één keer in.

## Slavia Praag en terugkeer naar Slowakije
In 2000 maakte Kozák de overgang van MFK Košice naar het in buurland Tsjechië gelegen Slavia Praag. De transfer was opvallend, want de toentertijd 20-jarige Slowaak maakte de overstap naar een van Tsjechiës topclubs, terwijl hij nog maar weinig ervaring had in het professioneel voetbal. Ondanks dat de club geloofde in zijn talent zou hij bij Slavia Praag niet veel meer ervaring op doen. In twee jaar tijd kwam hij tot slechts dertien optredens. Daarin wist hij geen enkele keer te scoren.
Vanwege zijn teleurstellende periode bij de Tsjechen verliet Kozák in 2002 de club om naar zijn vaderland terug te keren. In Slowakije keerde hij terug bij MFK Košice. Daar maakte hij in het seizoen 2002/2003 eindelijk zijn definitieve doorbraak mee. Zijn eerste doelpunten maakte hij in zijn professionele loopbaan. In totaal waren dit er zes in 34 wedstrijden. Vanwege zijn goede prestaties maakte Kozák in 2003 de overstap naar een van de Slowaakse topclubs.

## Artmedia Petržalka
Bij Artmedia Petržalka maakte Kozák zijn gloriedagen mee. Ondanks dat hij het eerste seizoen met Artmedia maar twee plaatsen boven de degradatiestreep eindigde, was het seizoen 2004/2005 zeer succesvol. Met zeven punten voorsprong op de nummer twee, MSK Žilina, werd Artmedia Petržalka namelijk landskampioen van Slowakije. Op persoonlijk vlak was het ook een goed seizoen voor Kozák. Voor het eerst mocht hij zich melden bij het nationale elftal van Slowakije. Doordat hij zijn vorm vast kon houden, zowel in de competitie als in de Champions League, verdiende hij in de winterstop van het seizoen 2005/2006 een uitleenperiode naar een Engelse Premier Leagueclub.
Kozák zou voor een half jaar bij West Bromwich Albion gaan spelen. Zijn debuut voor de Engelsen maakte hij als wisselspeler voor Geoff Horsfield in een wedstrijd tegen Blackburn Rovers. Ondanks dat de West Brom een optie tot koop had, besloten ze deze niet te lichten, omdat ze Kozák niet goed genoeg vonden. Daarom keerde de buitenspeler terug bij Artmedia Petržalka, waar hij weer aanvoerder werd. Ondanks interesse van Plymouth Argyle en Moss FK bleef Kozák tot en met 2008 bij Artmedia Petržalka spelen. Daarna vertrok hij naar een concurrent. Voor Artmedia speelde hij in totaal 145 wedstrijden. Daarin scoorde hij 33 keer.

## 2009 & 2010
In 2009 maakte Kozák de overstap van Artmedia Petržalka naar een directe concurrent in de competitie, nl. Slovan Bratislava. Daarmee won hij in 2009 het landskampioenschap. Daardoor kwam hij uit tegen het Nederlandse Ajax in de play-offronde van de Europa League van het seizoen 2009/2010, toen de teams tegen elkaar geloot werden.

## Interlandcarrière
Vanwege zijn spel bij Artmedia Petržalka mocht Kozák zich in 2004 voor het eerst melden bij het nationale elftal van Slowakije. Onder leiding van bondscoach Dušan Galis maakte hij zijn debuut op 30 november 2004, een de vriendschappelijke wedstrijd tegen Hongarije in Bangkok, net als Ivan Trabalík, Marián Had, Branislav Fodrek, Andrej Porázik en Martin Jakubko. Zijn eerste doelpunt maakte Kozák in 2008 tegen San Marino. Hij scoorde de 3-1. Tegen datzelfde land maakte hij in 2009 ook zijn tweede internationale doelpunt. Na zijn debuut bleef Kozák deel uitmaken van het Slowaaks elftal en werd hij daarvan op den duur aanvoerder.
| Interlands van Ján Kozák voor Slowakije | Interlands van Ján Kozák voor Slowakije | Interlands van Ján Kozák voor Slowakije | Interlands van Ján Kozák voor Slowakije | Interlands van Ján Kozák voor Slowakije | Interlands van Ján Kozák voor Slowakije |
| №                                       | Datum                                   | Wedstrijd                               | Uitslag                                 | Competitie                              | Goals                                   |
| Als speler van Artmedia Petržalka       | Als speler van Artmedia Petržalka       | Als speler van Artmedia Petržalka       | Als speler van Artmedia Petržalka       | Als speler van Artmedia Petržalka       | Als speler van Artmedia Petržalka       |
| --------------------------------------- | --------------------------------------- | --------------------------------------- | --------------------------------------- | --------------------------------------- | --------------------------------------- |
| 1                                       | 30.11.2004                              | Hongarije – Slowakije                   | 0 – 1                                   | Vriendschappelijk                       | 0                                       |
| Als speler van Artmedia Bratislava      |                                         |                                         |                                         |                                         |                                         |
| 2                                       | 03.09.2005                              | Slowakije – Duitsland                   | 2 – 0                                   | Vriendschappelijk                       | 0                                       |
| 3                                       | 07.10.2006                              | Wales – Slowakije                       | 1 – 5                                   | EK-kwalificatie                         | 0                                       |
| 4                                       | 11.10.2006                              | Slowakije – Duitsland                   | 1 – 4                                   | EK-kwalificatie                         | 0                                       |
| 5                                       | 24.03.2007                              | Cyprus – Slowakije                      | 1 – 3                                   | EK-kwalificatie                         | 0                                       |
| Als speler van Artmedia Petržalka       |                                         |                                         |                                         |                                         |                                         |
| 6                                       | 22.08.2007                              | Slowakije – Frankrijk                   | 0 – 1                                   | Vriendschappelijk                       | 0                                       |
| 7                                       | 13.10.2007                              | Slowakije – San Marino                  | 7 – 0                                   | EK-kwalificatie                         | 0                                       |
| 8                                       | 17.11.2007                              | Tsjechië – Slowakije                    | 3 – 1                                   | EK-kwalificatie                         | 0                                       |
| 9                                       | 21.11.2007                              | San Marino – Slowakije                  | 0 – 5                                   | EK-kwalificatie                         | 0                                       |
| 10                                      | 20.08.2008                              | Slowakije – Griekenland                 | 0 – 2                                   | Vriendschappelijk                       | 0                                       |
| 11                                      | 06.09.2008                              | Slowakije – Noord-Ierland               | 2 – 1                                   | WK-kwalificatie                         | 0                                       |
| 12                                      | 10.09.2008                              | Slovenië – Slowakije                    | 2 – 1                                   | WK-kwalificatie                         | 0                                       |
| 13                                      | 21.11.2007                              | San Marino – Slowakije                  | 1 – 3                                   | WK-kwalificatie                         | Goal                                    |
| 14                                      | 15.10.2008                              | Slowakije – Polen                       | 2 – 1                                   | WK-kwalificatie                         | 0                                       |
| 15                                      | 19.11.2008                              | Slowakije – Liechtenstein               | 4 – 0                                   | Vriendschappelijk                       | 0                                       |
| Als speler van SK Slovan Bratislava     |                                         |                                         |                                         |                                         |                                         |
| 16                                      | 10.02.2009                              | Slowakije – Oekraïne                    | 2 – 3                                   | Vriendschappelijk                       | 0                                       |
| 17                                      | 28.03.2009                              | Engeland – Slowakije                    | 4 – 0                                   | Vriendschappelijk                       | 0                                       |
| 18                                      | 06.06.2009                              | Slowakije – San Marino                  | 7 – 0                                   | WK-kwalificatie                         | Goal                                    |
| 19                                      | 12.08.2009                              | IJsland – Slowakije                     | 1 – 1                                   | Vriendschappelijk                       | 0                                       |
| 20                                      | 14.10.2009                              | Polen – Slowakije                       | 0 – 1                                   | WK-kwalificatie                         | 0                                       |
| 21                                      | 14.11.2009                              | Slowakije – Verenigde Staten            | 1 – 0                                   | Vriendschappelijk                       | 0                                       |
| 22                                      | 17.11.2009                              | Slowakije – Chili                       | 1 – 2                                   | Vriendschappelijk                       | 0                                       |
| Als speler van FC Timişoara             |                                         |                                         |                                         |                                         |                                         |
| 23                                      | 03.03.2010                              | Slowakije – Noorwegen                   | 0 – 1                                   | Vriendschappelijk                       | 0                                       |
| 24                                      | 29.05.2010                              | Kameroen – Slowakije                    | 1 – 1                                   | Vriendschappelijk                       | 0                                       |
| 25                                      | 20.06.2010                              | Slowakije – Paraguay                    | 0 – 2                                   | WK-eindronde                            | 0                                       |

## Erelijst
- Corgoň Liga: 1998 (MFK Košice), 2005, 2008 (Artmedia Petržalka), 2009 (Slovan Bratislava)
- Vicekampioen Slovenský Pohár: 1998, 2000 (MFK Košice), 2005 (Artmedia Petržalka)
- Vicekampioen Corgoň Liga: 2000 (MFK Košice), 2007 (Artmedia Petržalka)
- Vicekampioen Gambrinus liga: 2001 (Slavia Praag)
- Beker van Tsjechië: 2002 (Slavia Praag)
- Slovenský Pohár: 2004, 2008 (Artmedia Petržalka)
- Slovenský Superpohár: 2009 (Slovan Bratislava)